# Chevalier guignette
Actitis hypoleucos
Espèce
Synonymes
- Tringa hypoleucos

Statut de conservation UICN

 LC  : Préoccupation mineure

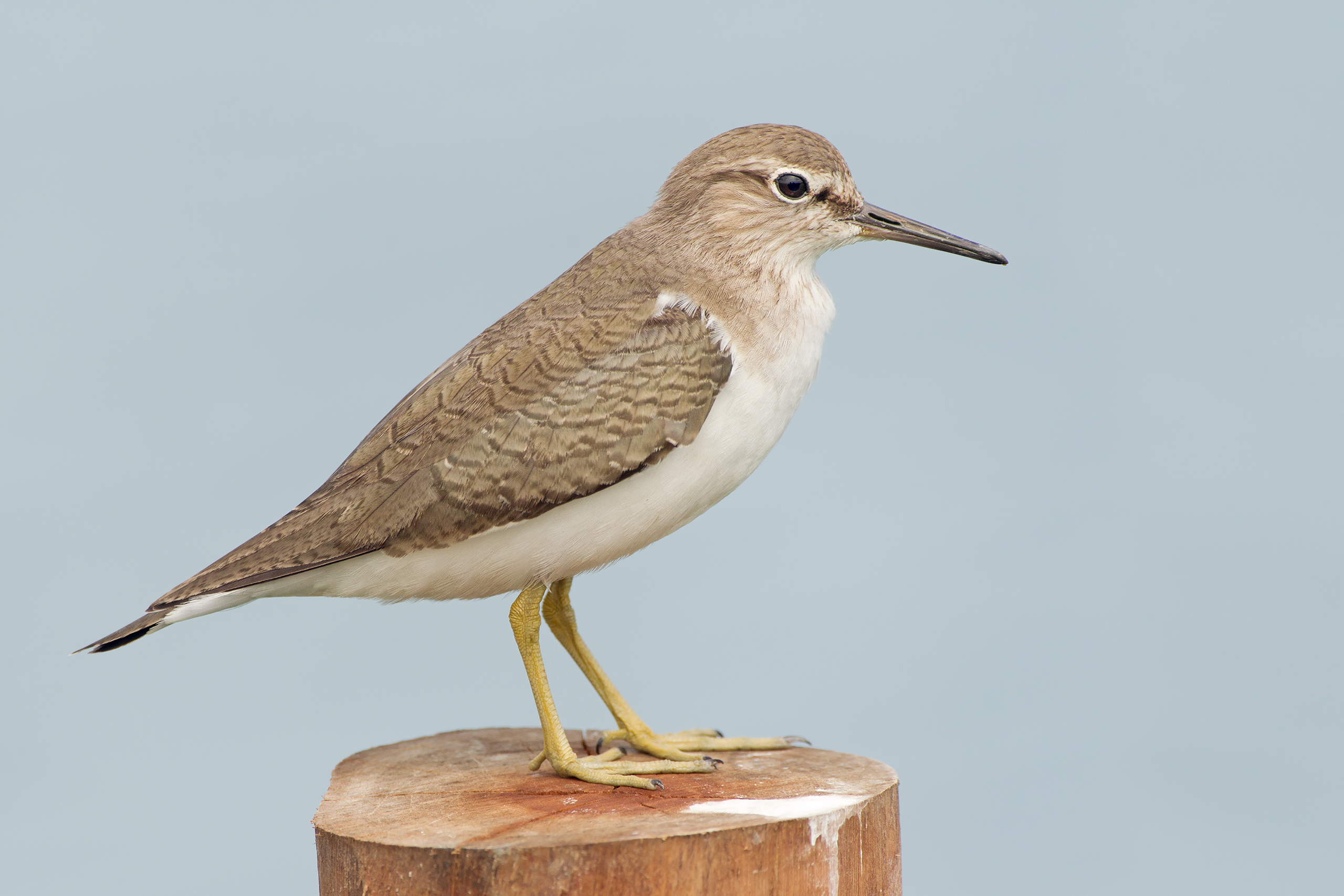
Chevalier guignette juvénile.

Le Chevalier guignette (Actitis hypoleucos) est une espèce d'oiseaux limicoles de la famille des Scolopacidae. Ce petit échassier est assez répandu, et se rencontre dans la majeure partie de l'Eurasie, ainsi qu'en Afrique lors de ses migrations. Le hochement de sa tête et de sa queue lorsqu'il se pose est l'une de ses principales caractéristiques.

## Appellations
Le nom de Guignette de rivière lui est parfois donné en raison de sa prédilection pour les cours d'eau comme biotopes de reproduction mais aussi comme haltes migratoires.
Sur les îles Nukumanu, en Papouasie-Nouvelle-Guinée, il est appelé Tiritavoi, ou encore Matakakoni, mais ce dernier nom est utilisé en milieux avertis, puisqu'il signifie « oiseau qui marche un peu, puis copule »[réf. nécessaire], en raison des mouvements de tête et de queue saccadés de l'oiseau durant sa recherche de nourriture, caractéristiques des deux espèces du genre Actitis.

## Description
Le Chevalier guignette est un petit échassier, mesurant 19 à 21 cm de long, pour une envergure comprise entre 32 et 35 cm et un poids allant de 40 à 60 grammes. Il n'y a pas de dimorphisme sexuel.
Le plumage est principalement marron gris, à l'exception du dessous blanc sale. Le dessus est barré de brun plus foncé. Lorsque l'oiseau déplie ses ailes, on peut alors voir qu'elles sont parcourues d'une barre blanche sur les rémiges. Une barre blanche partant du bec s'étale jusqu'au-dessus de l'œil. Les pattes sont courtes, grises ou grisâtres, à dessous blanc (1 bis) ; le bec long et fin, typique des limicoles, est adapté pour fouiller les endroits marécageux.

## Écologie et comportement

### Régime alimentaire

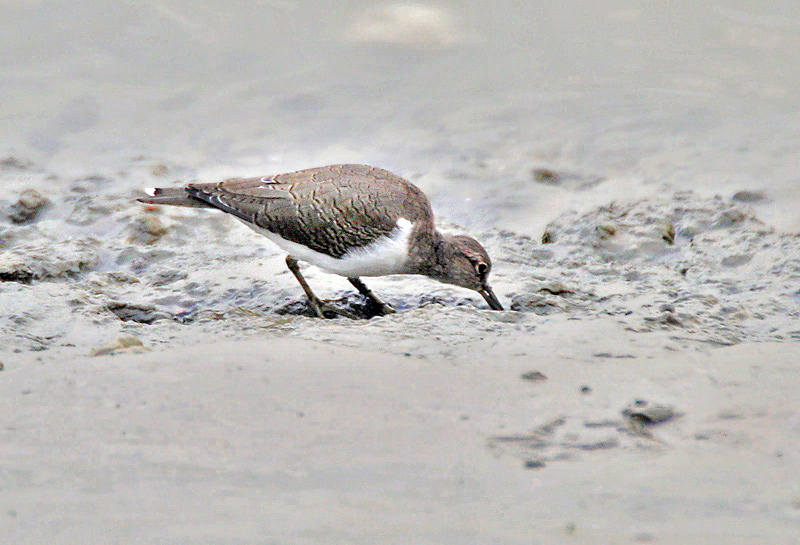
Chevalier guignette fouillant la vase.

C'est un limicole, et trouve sa nourriture dans les marécages, dans les eaux peu profondes ou leurs abords.
Il se nourrit de vers (Nereis diversicolor) et de petits arthropodes, tels les insectes (comme des odonates) et leurs larves, les araignées ou encore des crustacés (Talitrus saltator, Sphaeroma, Orchestia gammarellus, Carcinus maenas de petite taille).

### Voix
Sa voix ressemble à un sifflement. Quand il s'envole, il produit un hididi hididi, et pour la parade nuptiale des trilles en tithidi tithidi.

### Comportement
Les Chevaliers guignettes se déplacent le plus souvent en solitaires mais de petits groupes peuvent se constituer lors des haltes migratoires. Ces derniers peuvent prendre de l'importance au crépuscule.
Cette espèce vole au ras de l'eau avec des battements d'ailes hésitants et vibrants, ces dernières légèrement tenues vers le bas, planant par intermittence avec les ailes arquées.

### Reproduction

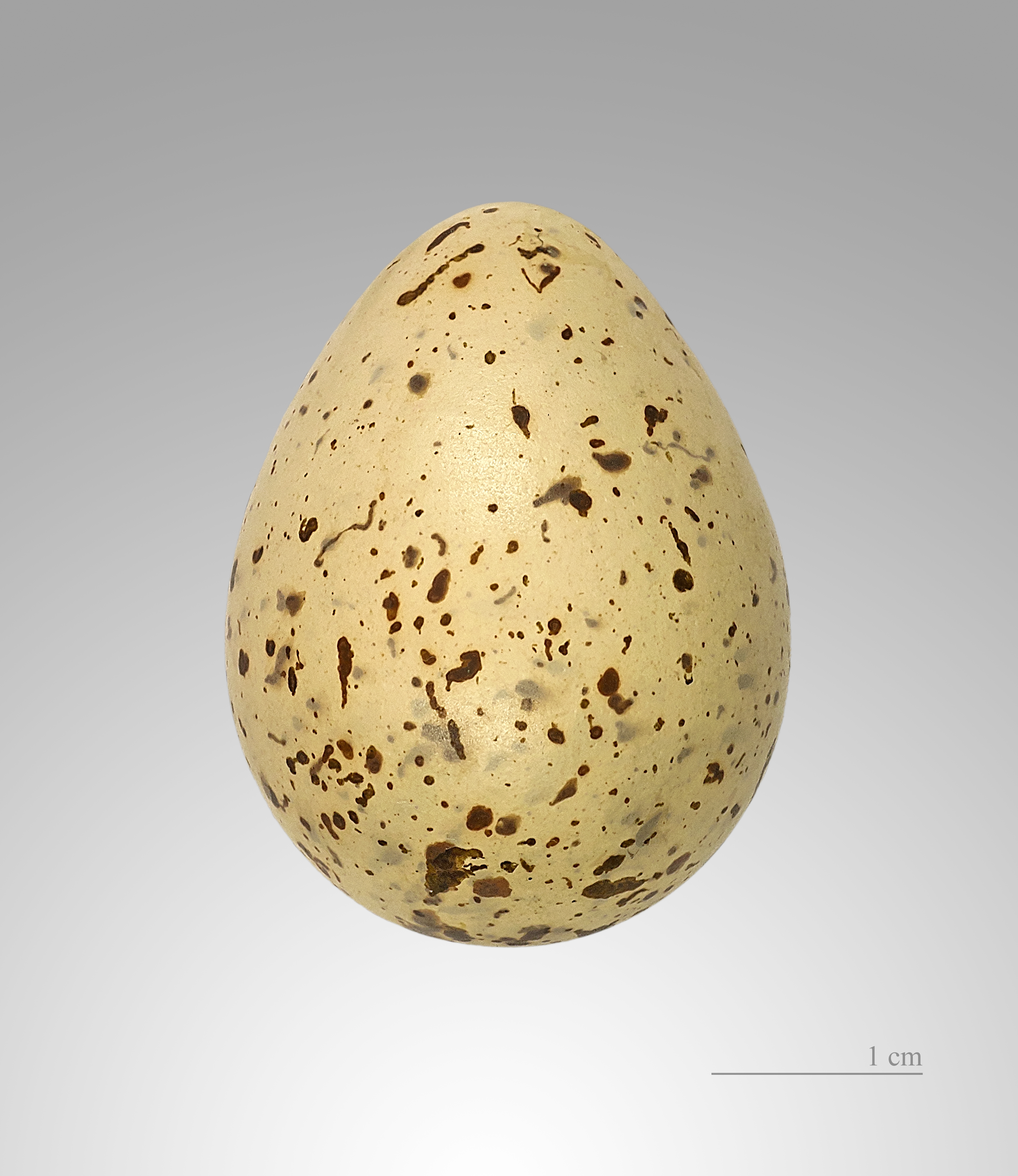
Œuf de Chevalier guignette - Muséum de Toulouse

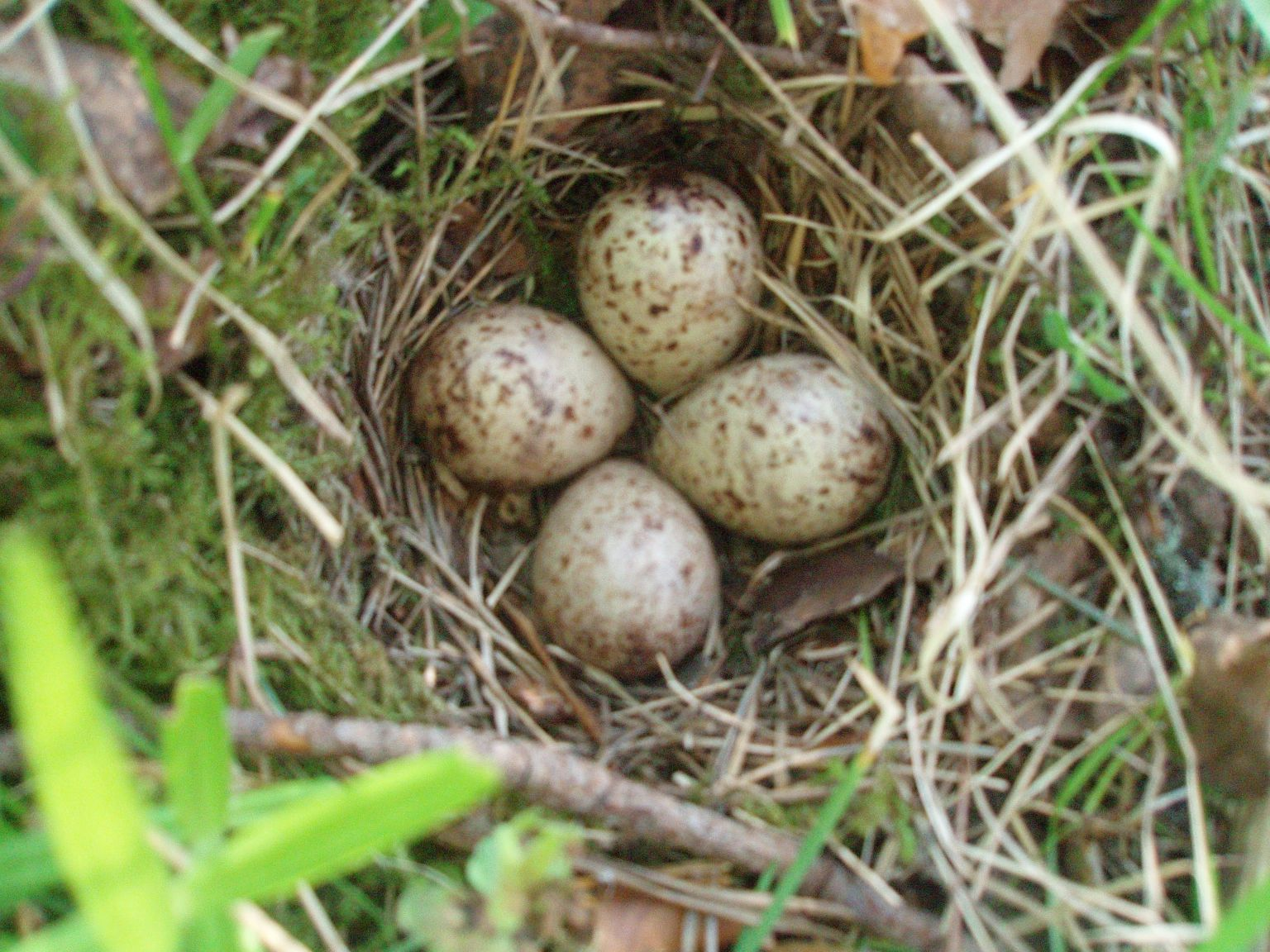
Nid de Chevalier guignette, garni de 4 œufs.

Dès mi-avril, rarement plus tôt, les couples reviennent sur leurs territoires. Cris et chants se succèdent alors jour et nuit. Le mâle, parfois accompagné par la femelle, survole son canton de son vol caractéristique.
Le nid est souvent un petit creux dans le sol sablonneux ou caillouteux, sur une berge, dans la végétation, et simplement rembourré de feuilles et de brindilles.
En mai, la femelle pond 3 à 5 œufs, en moyenne 4, jaunâtres et tachetés, dont la taille a pour valeurs extrêmes : 32,2-40,2 mm × 22,5-28,0 mm. Ils seront principalement couvés par le mâle, de temps en temps relayé par la femelle, durant 21 à 23 jours. Les poussins naissent couverts d'un duvet relativement sombre qui leur permet de passer inaperçus dans la végétation et les pierres des berges où ils disparaissent à la moindre alerte. Les jeunes quittent très vite le nid, en restant dans les environs et suivant leurs parents. Le mâle quitte le nid au bout de 12 jours, puis la femelle délaisse également ses jeunes. Ceux-ci sont alors indépendants, et commenceront à voler à l'âge d'un mois.
Le Chevalier guignette peut vivre jusqu'à 10 ans.

## Répartition et habitat

### Distribution géographique
Le Chevalier guignette se reproduit dans une grande partie des régions tempérées et nordiques de l'Eurasie, il est plus rare dans les régions méditerranéennes.

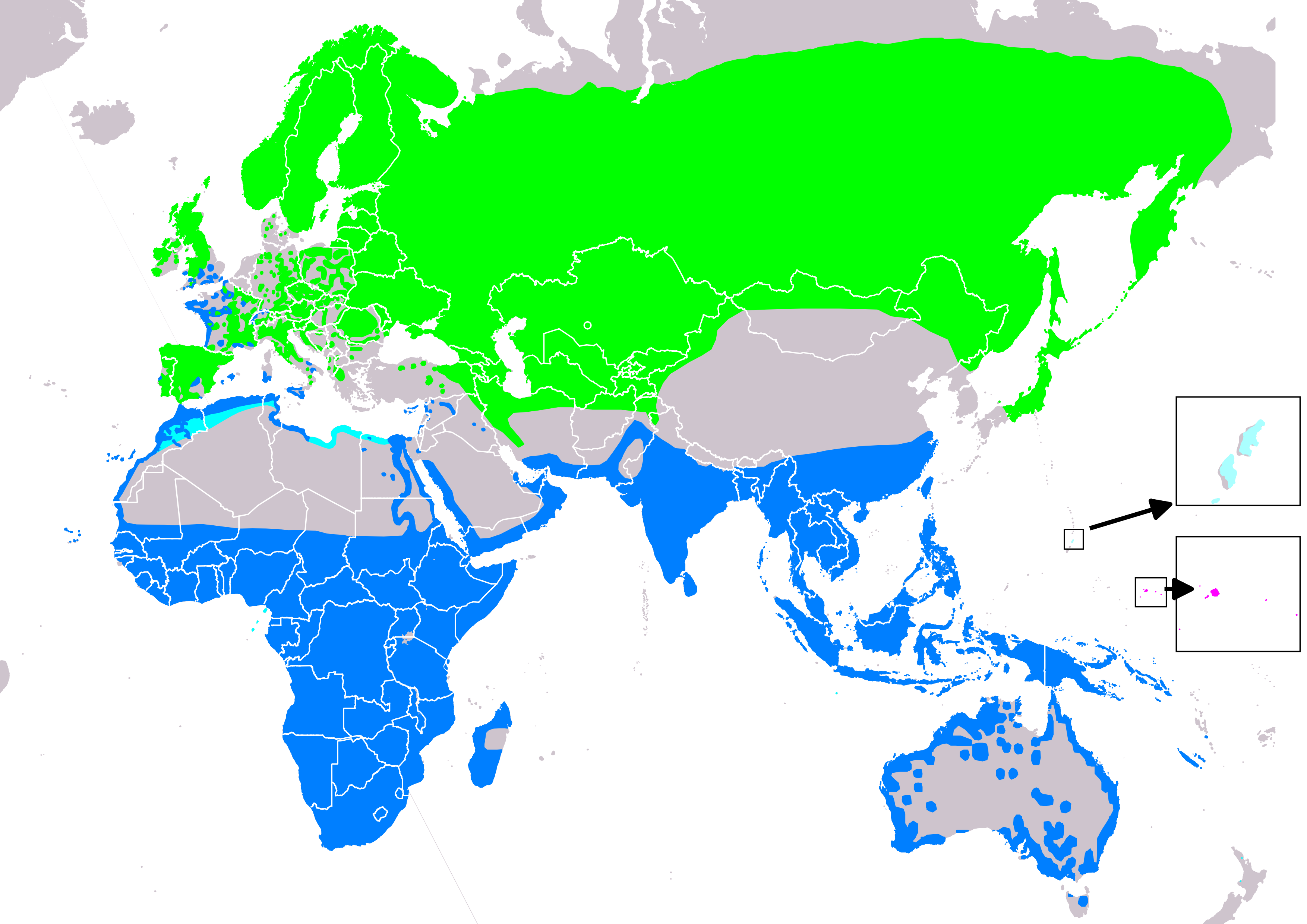
Répartition du chevalier guignette

La majeure partie des oiseaux hivernent au sud du Sahara mais l'hivernage en Europe occidentale tend à se développer.

### Habitat
Le Chevalier guignette niche le long des rivières et des fleuves, surtout dans des zones légèrement montagneuses, et exceptionnellement dans des zones humides anthropisées.
Le reste de l'année, il fréquente divers habitats d'eau douce, saumâtre ou salée, des lacs aux côtes et aux estuaires, en évitant toutefois les vasières intertidales.

## Systématique
Actitis hypoleucos a initialement été classé dans le genre Tringa. Son protonyme est donc Tringa hypoleucos.
C'est une espèce monotypique : Elle ne possède pas de sous-espèces à ce jour.

## Menaces et conservation
C'est une espèce très répandue, et classée par l'UICN en LC (Préoccupation mineure) pour l'Europe et Monde.

## Protection
Le Chevalier guignette bénéficie d'une protection totale sur le territoire français depuis l'arrêté ministériel du 17 avril 1981 relatif aux oiseaux protégés sur l'ensemble du territoire. Il est donc interdit de le détruire, le mutiler, le capturer ou l'enlever, de le perturber intentionnellement ou de le naturaliser, ainsi que de détruire ou enlever les œufs et les nids, et de détruire, altérer ou dégrader son milieu. Qu'il soit vivant ou mort, il est aussi interdit de le transporter, colporter, de l'utiliser, de le détenir, de le vendre ou de l'acheter.